# Enoch (figlio di Caino)
Enoch è un personaggio biblico dell'Antico Testamento, figlio primogenito di Caino; viene citato nel passo della Genesi 4,17, del quale si dice: "Più tardi si mise a costruire una città che chiamò Enoch, dal nome di suo figlio". Enoch, infatti, in ebraico significa "iniziato".